# Andrij Jarmolenko
Andrij Mykolajowytsch Jarmolenko (ukrainisch Андрій Миколайович Ярмоленко, englisch Andriy Mykolayovych Yarmolenko; * 23. Oktober 1989 in Leningrad, Russische SFSR, Sowjetunion) ist ein ukrainischer Fußballspieler. Seit 2023 steht er bei Dynamo Kiew unter Vertrag, wo er bereits von 2008 bis 2017 spielte.

## Karriere

### Vereine
Jarmolenko begann mit dem Fußballspielen beim FK Desna Tschernihiw. Dort rückte er aus der Jugend im Laufe der Spielzeit 2006/07 in die Männermannschaft auf. Dynamo Kiew verpflichtete den Stürmer im Januar 2007. Zunächst spielte er in der zweiten Mannschaft des ukrainischen Rekordmeisters. In seinen ersten beiden Spielzeiten war er als Einwechselspieler in der Ersten Mannschaft zum Zuge gekommen, ehe er sich im Laufe der Saison 2009/10 an der Seite von Andrij Schewtschenko als Stammkraft in der Premjer-Liha etablierte.
Am 28. August 2017 wechselte Jarmolenko in die Bundesliga zu Borussia Dortmund und unterschrieb einen bis 2021 laufenden Vertrag. Sein erstes Bundesligator für den BVB erzielte er mit der Hacke am 30. September 2017 (7. Spieltag) beim 2:1-Auswärtssieg gegen den FC Augsburg.
Zur Saison 2018/19 wechselte Jarmolenko in die englische Premier League zu West Ham United. Er unterschrieb einen Vertrag mit einer Laufzeit bis zum 30. Juni 2022. Anschließend wechselte er in die Vereinigten Arabischen Emirate zum Erstligist al-Ain FC.
Im Sommer 2023 kehrte er nach Kiew zu Dynamo zurück.

### Nationalmannschaft
Nationaltrainer Oleksij Mychajlytschenko ließ Jarmolenko 2009 in der ukrainischen Nationalmannschaft debütieren. Bei der Fußball-Europameisterschaft 2016 in Frankreich wurde er ins EM-Aufgebot der Ukraine aufgenommen und bestritt die drei Gruppenspiele gegen Deutschland, Nordirland und Polen in der Startelf. Die Mannschaft schied als Gruppenletzter aus.
Bei der Europameisterschaft 2021 stand er im Aufgebot der Ukraine, das im Viertelfinale gegen England ausschied.

## Erfolge

### Vereine
- Ukrainischer Meister: 2009, 2015, 2016
- Ukrainischer Cupsieger: 2014, 2015
- Ukrainischer Supercupsieger: 2009, 2011, 2016
- Halbfinalist im UEFA-Pokal: 2008/09

### Auszeichnungen
- Ukrainischer Fußballer des Jahres: 2013, 2014, 2015, 2017
- Bester junger Spieler der Ukraine: 2011
- Torschützenkönig des Ukrainischen Fußballpokals: 2009, 2014
- Torschützenkönig der ukrainischen Premjer-Liha: 2017